# Dave Morgan
David R. J. "Dave" Morgan, född 7 augusti 1944 i Cranmore i Somerset i England, död 6 november 2018, var en brittisk racerförare.

## Racingkarriär
Morgan tävlade i formel 3 och formel 2 i början av 1970-talet och deltog i ett formel 1-lopp säsongen 1975. Han körde då en Surtees-Ford i Storbritannien 1975, där han trots en olycka kom på artonde plats.
Senare gjorde han karriär som formel 1-ingenjör, bland annat hos Modena och Brabham.